# جون هاريس (لاعب كرة قدم أمريكية)
جون هاريس (بالإنجليزية: John Harris)‏ هو لاعب كرة قدم أمريكية أمريكي، ولد في 13 يونيو 1956 في Fort Moore ‏ في الولايات المتحدة.

## وصلات خارجية
- جون هاريس على موقع مرجع كرة القدم المحترفة.كوم (الإنجليزية)